# Narses (dabir)
Narses (em persa médio: Narseh) foi um oficial persa do século IV, ativo no reinado do xá Sapor II (r. 309–379). Aparece na inscrição de Persépolis do xá Sapor do Sacastão segundo a qual era dabir (secretário, escriba). O contexto da inscrição sugere que ele tinha a posição de azade, uma das quatro categorias que dividiam hierarquicamente a sociedade do Império Sassânida.

## Nome
Narses é a forma helenizada e latinizada do nome. Em armênio, ocorre como Nerses. A atestação mais antiga do nome ocorre nos Feitos do Divino Sapor, uma inscrição trilíngue do reinado do xainxá sassânida Sapor I (r. 240–270). Em parta é registrado como Narsēs e em pálavi como Narsē. O nome deriva do avéstico Nairyō saŋha-, que literalmente significa "o de muitos discursos", ou seja, o mensageiro divino.